# Liste der Biografien/Lin
Liste der Biografien |
Portal Biografien |
Personensuche
# |
A |
B |
C |
D |
E |
F |
G |
H |
I |
J |
K |
L |
M |
N |
O |
P |
Q |
R |
S |
T |
U |
V |
W |
X |
Y |
Z |
?
 
La |
Lb |
Lc |
Le |
Lg |
Lh |
Li |
Lj |
Ll |
Lm |
Lo |
Lp |
Lt |
Lu |
Lv |
Lw |
Lx |
Ly |
Lz
 
Lia |
Lib |
Lic |
Lid |
Lie |
Lif |
Lig |
Lih |
Lii |
Lij |
Lik |
Lil |
Lim |
Lin |
Lio |
Lip |
Liq |
Lir |
Lis |
Lit |
Liu |
Liv |
Liw |
Lix |
Liy |
Liz
 
Lina |
Linb |
Linc |
Lind |
Line |
Linf |
Ling |
Linh |
Lini |
Linj |
Link |
Linl |
Linn |
Lino |
Linp |
Lins |
Lint |
Linu |
Linv |
Linw |
Linx |
Liny |
Linz
Die Liste der Biografien führt alle Personen auf, die in der deutschsprachigen Wikipedia einen Artikel haben. Dieses ist eine Teilliste mit 137 Einträgen von Personen, deren Namen mit den Buchstaben „Lin“ beginnt.

## Lin
- Lin Chi-nan, Bosco (* 1943), taiwanischer Geistlicher, emeritierter römisch-katholischer Bischof von Tainan
- Lin Feng († 1575), chinesischer Warlord und Pirat
- Lin Huiyin (1904–1955), chinesische Architektin und Schriftstellerin
- Lin Hung-ju (* 1990), taiwanischer Eishockeyspieler
- Lin Ju (* 1979), dominikanischer Tischtennisspieler
- Lin Jui-yu (* 2004), taiwanischer Eishockeyspieler
- Lin Li-Ju (* 1967), taiwanische Tischtennisspielerin
- Lin Ling (* 1977), hongkong-chinesische Tischtennisspielerin
- Lin Pei-hsuan (* 2007), taiwanische Siebenkämpferin
- Lin Shusen (* 1946), chinesischer Politiker, Gouverneur von Guizhou (seit 2007)
- Lin Sin-rong (* 1998), taiwanische Rennrodlerin
- Lin Thien-chu, Joseph (1935–1994), taiwanischer Geistlicher, Bischof des Bistums Jiayi
- Lin Weining (* 1979), chinesische Gewichtheberin
- Lin Xili, James (1918–2009), chinesischer römisch-katholischer Bischof von Wenzhou
- Lin Xin († 1220 v. Chr.), chinesischer König der Shang-Dynastie
- Lin Yang-kang (1927–2013), taiwanischer Politiker
- Lin Yuntuan, Joseph (* 1952), chinesischer römisch-katholischer Geistlicher, Weihbischof in Fuzhou
- Lin, Agatha (1817–1858), chinesische Missionarin
- Lin, Anastasia (* 1990), chinesisch-kanadische Schauspielerin und ehemalige Schönheitskönigin, Menschenrechtlerin
- Lin, Ariel (* 1982), taiwanische Schauspielerin und Sängerin
- Lin, Biao (1907–1971), chinesischer Politiker und MarschallLin Biao (1907–1971)

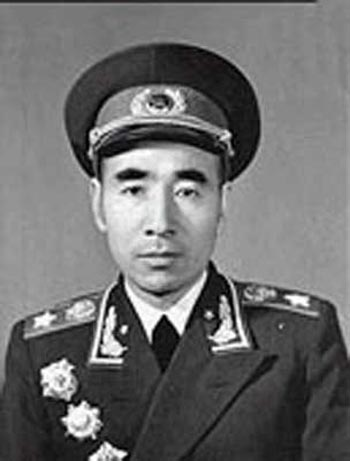
Lin Biao (1907–1971)

- Lin, Bosheng (1902–1946), chinesischer Politiker und Journalist
- Lin, Brigitte (* 1954), taiwanische Schauspielerin, Autorin
- Lin, Celina (* 1982), chinesische Pokerspielerin
- Lin, Chao-chun (* 1972), taiwanische Fußballspielerin
- Lin, Chen-hao (* 1997), taiwanische Judoka
- Lin, Chi-liang (* 1959), taiwanischer Skirennläufer
- Lin, Chia-Chiao (1916–2013), sino-amerikanischer Physiker und Mathematiker
- Lin, Chia-hsing (* 1999), taiwanischer Weitspringer
- Lin, Chia-hsuan (* 1991), taiwanischer Badmintonspieler
- Lin, Chia-lung (* 1964), taiwanischer Politiker
- Lin, Chia-ying (* 1982), taiwanische Kugelstoßerin
- Lin, Chia-yu (* 1993), taiwanischer Badmintonspieler
- Lin, Chin-Chao (* 1987), taiwanischer Dirigent
- Lin, Cho-Liang (* 1960), US-amerikanischer Violinist
- Lin, Chuan (* 1951), taiwanischer Politiker, Premierminister Taiwans
- Lin, Chung-wei (* 2004), taiwanischer Hürdenläufer
- Lin, Dai Linda (1934–1964), chinesische Schauspielerin
- Lin, Dan (* 1983), chinesischer BadmintonspielerLin Dan (* 1983)

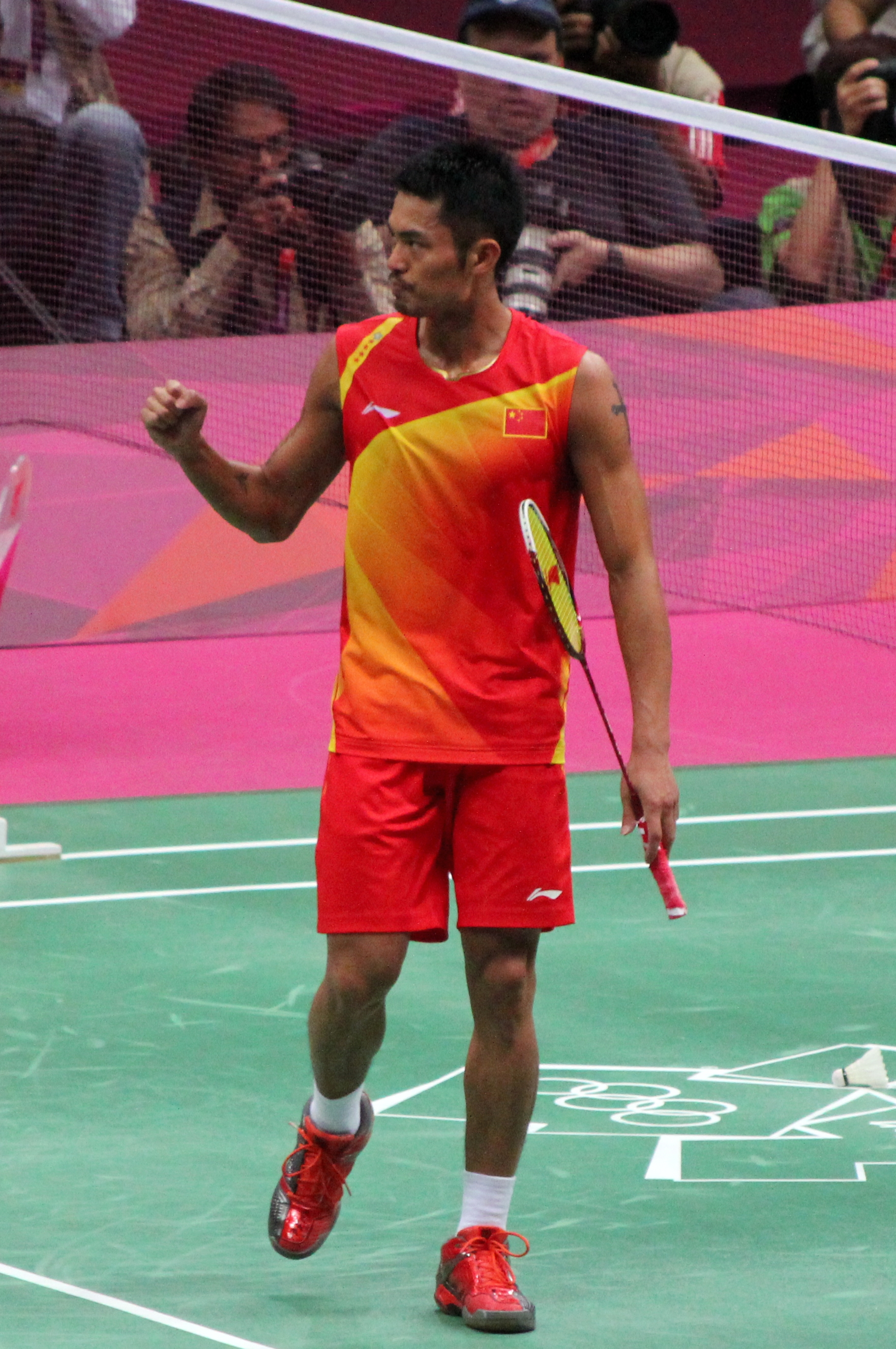
Lin Dan (* 1983)

- Lin, Edgar (* 1938), taiwanischer Biologe, Umweltschützer, Diplomat und Politiker
- Lin, Fang-an (* 2005), taiwanische Tennisspielerin
- Lin, Fang-Hua (* 1959), chinesisch-US-amerikanischer Mathematiker
- Lin, Fengmian (1900–1991), chinesischer Maler
- Lin, Fu-Kuen (* 1941), taiwanisch-US-amerikanischer Genetiker
- Lin, Gaoyuan (* 1995), chinesischer Tischtennisspieler
- Lin, Gengxin (* 1988), chinesischer Schauspieler
- Lin, Guanghao (* 1959), chinesischer Skilangläufer
- Lin, Gui (* 1993), brasilianische Tischtennisspielerin
- Lin, Guipu (* 1997), chinesischer Badmintonspieler
- Lin, Hui-fang (* 1973), taiwanische Fußballspielerin
- Lin, Huijun (* 1993), chinesische Sprinterin
- Lin, Huiqing (* 1941), chinesische Tischtennisspielerin
- Lin, Huiyang (* 1998), chinesische Skeletonpilotin
- Lin, Hun-gwen (* 2000), taiwanische Handball- und Beachhandballspielerin
- Lin, Hung-hsuan (1942–2015), taiwanischer Geistlicher und Bürgerrechtler
- Lin, Hung-min (* 1990), taiwanischer Weitspringer
- Lin, Hwai-min (* 1947), taiwanischer Tänzer, Choreograph und Schriftsteller
- Lin, Jack Mingjie (* 1999), kanadischer Tennisspieler
- Lin, Jenny (* 1973), amerikanische Pianistin
- Lin, Jeremy (* 1988), US-amerikanischer BasketballspielerJeremy Lin (* 1988)

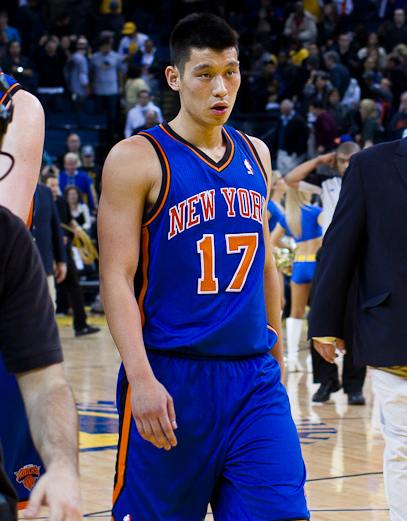
Jeremy Lin (* 1988)

- Lin, Jiancheng (* 1939), chinesischer Badmintonspieler
- Lin, Jiangli (* 1958), chinesischer Badmintonspieler
- Lin, Julia Chang (1928–2013), US-amerikanische Literaturwissenschaftlerin
- Lin, Junhong (* 1990), chinesische Bahnradsportler
- Lin, Justin (* 1973), US-amerikanischer Filmregisseur, Drehbuchautor und Filmproduzent
- Lin, Justin Yifu (* 1952), chinesischer Wirtschaftswissenschaftler
- Lin, Kelly (* 1975), taiwanische Schauspielerin und Model
- Lin, Lanying (1918–2003), chinesische Physikerin
- Lin, Li (* 1970), chinesische Schwimmerin und Olympiasiegerin
- Lin, Li (* 1992), chinesische Volleyballspielerin
- Lin, Liwen (* 1969), chinesischer Badmintonspieler
- Lin, Liyun (* 1933), chinesische Politikerin (Volksrepublik China)
- Lin, Ludi (* 1987), chinesisch-kanadischer SchauspielerLudi Lin (* 1987)

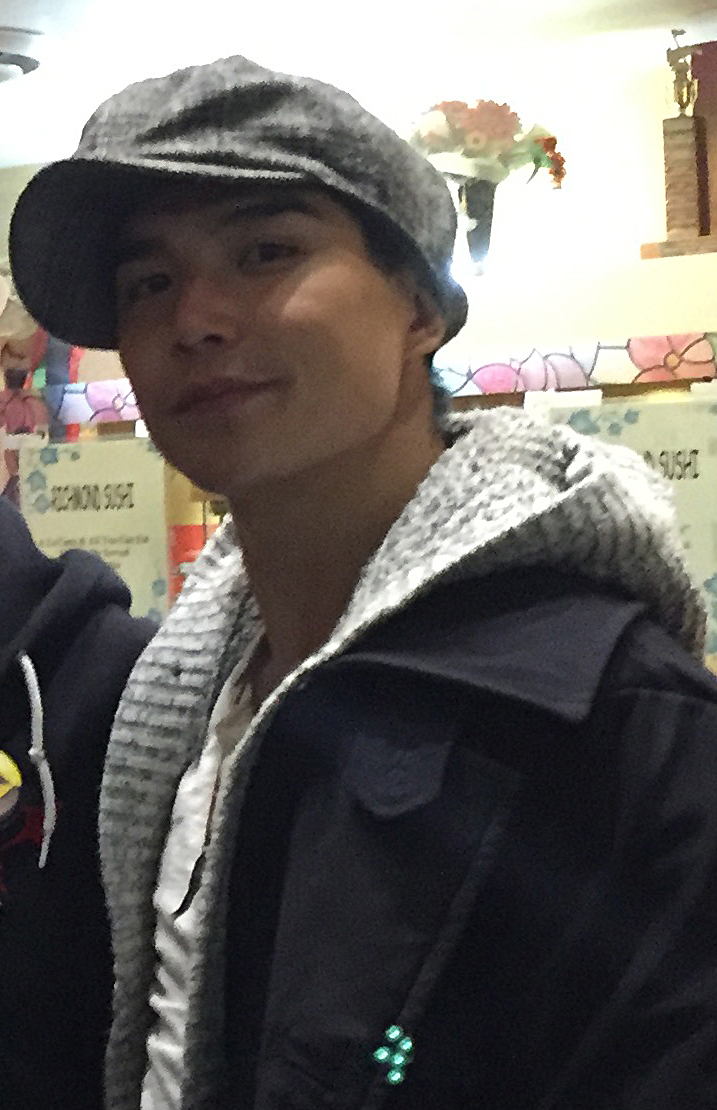
Ludi Lin (* 1987)

- Lin, Mai (* 1953), US-amerikanische Pornodarstellerin
- Lin, Maya Ying (* 1959), US-amerikanische Künstlerin und Architektin
- Lin, Mei Hong (* 1959), taiwanische Choreografin
- Lin, Mei-chun (* 1974), taiwanische Fußballspielerin
- Lin, Mei-jih (* 1972), taiwanische Fußballspielerin
- Lin, Meimei (* 1997), chinesische Beachvolleyballspielerin
- Lin, Ming Fu (* 2004), hongkong-chinesischer Weitspringer
- Lin, Na (* 1980), chinesische Mittelstreckenläuferin
- Lin, Nan (* 1938), US-amerikanischer Soziologe
- Lin, Patrick, Hongkonger Kameramann und Layouter
- Lin, Paul T.K. (1920–2004), kanadisch-chinesischer Filmproduzent, Politikwissenschaftler und Friedensaktivist
- Lin, Peng (* 1986), chinesische Schauspielerin
- Lin, Pin-chun (* 2002), taiwanische Handball- und Beachhandballspielerin
- Lin, Po-hsun (* 2004), taiwanischer Sprinter
- Lin, Qingfeng (* 1989), chinesischer Gewichtheber und Olympiasieger
- Lin, Qisheng (* 1971), chinesischer Gewichtheber
- Lin, Ren, US-amerikanischer Pokerspieler
- Lin, Richard (1933–2011), britischer Maler und Bildhauer chinesischer Abstammung
- Lin, Ruby (* 1976), taiwanische Schauspielerin und Popsängerin
- Lin, Sang (* 1977), chinesische Bogenschützin
- Lin, Sarena (* 1971), taiwanisch-US-amerikanische Managerin
- Lin, Selena (* 1979), taiwanische Comic-Künstlerin
- Lin, Sen (1868–1943), chinesischer Politiker; Präsident der Republik China
- Lin, Shidong (* 2005), chinesischer Tischtennisspieler
- Lin, Shih-chia (* 1993), taiwanische Bogenschützin
- Lin, Shinchuan, chinesischer Badmintonspieler
- Lin, Shu-fen (* 1973), taiwanische Politikerin
- Lin, Sun (231–258), Regent der Wu-Dynastie unter den Kaisern Sun Liang und Sun Xiu
- Lin, Tao (* 1983), US-amerikanischer Schriftsteller, Poet und Künstler
- Lin, Tien-jen, japanischer Badmintonspieler
- Lin, Tung-Hua (1911–2007), chinesisch-US-amerikanischer Ingenieur
- Lin, Tung-Yen (1912–2003), chinesisch-US-amerikanischer Bauingenieur
- Lin, Tzu-chi (* 1988), taiwanische Gewichtheberin
- Lin, Wei-hsiang (* 1976), taiwanischer Badmintonspieler
- Lin, Weiping (* 1973), taiwanische Geigerin
- Lin, Woon Fui (* 1983), malaysischer Badmintonspieler
- Lin, Xiangqian (* 1987), chinesischer Leichtathlet
- Lin, Xiaojun (* 1996), südkoreanischer Shorttracker
- Lin, Yanfen (* 1970), chinesische Badmintonspielerin
- Lin, Yang (* 1991), chinesischer Sprinter
- Lin, Yao Ji (1937–2009), chinesischer Geiger und Hochschullehrer
- Lin, Yen-jui (* 1986), taiwanischer Badmintonspieler
- Lin, Yi-chun (* 1986), taiwanische Sprinterin
- Lin, Yi-hsiung (* 1941), taiwanischer Politiker und Bürgerrechtler
- Lin, Yilin (* 1964), chinesischer Künstler
- Lin, Ying (* 1963), chinesische Badmintonspielerin
- Lin, Yinghai (1932–2014), chinesischer Politiker
- Lin, Yixiong (* 1960), chinesischer Badmintonspieler
- Lin, Yo-chen (* 2004), taiwanischer Eishockeyspieler
- Lin, Yu Chun (* 1986), taiwanischer Sänger
- Lin, Yu Kweng (* 1923), US-amerikanischer Ingenieur
- Lin, Yu Ya, chinesische Badmintonspielerin
- Lin, Yu-hsien (* 1991), taiwanischer Badmintonspieler
- Lin, Yu-lang (* 1985), taiwanischer Badmintonspieler (Republik China)
- Lin, Yu-tang (* 2000), taiwanischer Weitspringer
- Lin, Yu-ting (* 1995), taiwanische BoxerinLin Yu-ting (* 1995)

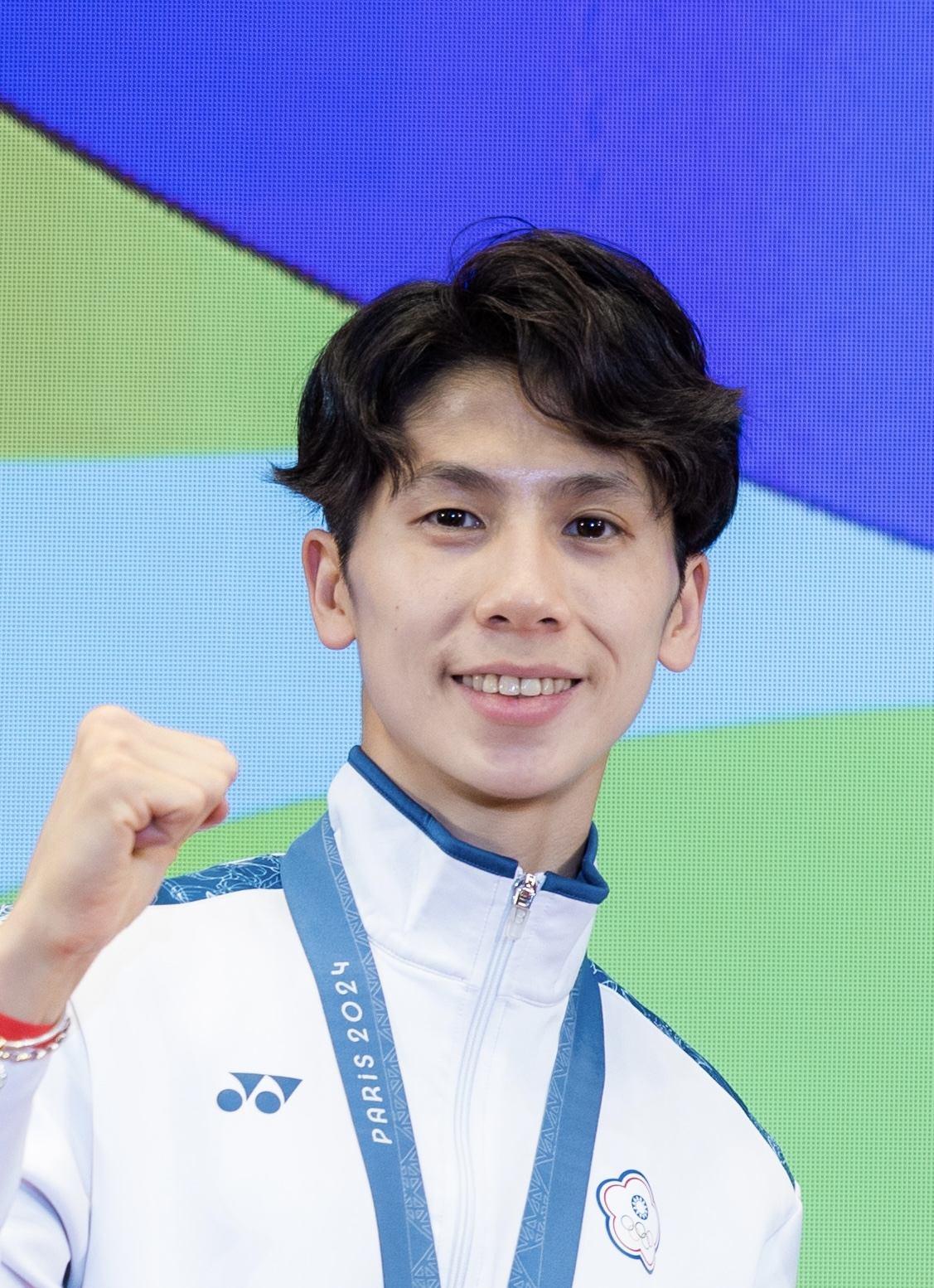
Lin Yu-ting (* 1995)

- Lin, Yue (* 1991), chinesischer Wasserspringer
- Lin, Yue (* 1994), chinesische Shorttrackerin
- Lin, Yun-ju (* 2001), taiwanischer Tischtennisspieler
- Lin, Yutang (1895–1976), chinesischer Schriftsteller
- Lin, Yuwei (* 1999), chinesische Hürdenläuferin
- Lin, Zexu (1785–1850), chinesischer Beamter
- Lin, Zhao (1932–1968), chinesische Dissidentin (Volksrepublik China)
- Lin-Klitzing, Susanne (* 1963), deutsche Erziehungswissenschaftlerin